# آيت باعمران (آيت سعيد)
آيت باعمران هي إحدى مشيخات المملكة المغربية، تتبع جغرافيا لإقليم الصويرة وإداريًا لآيت سعيد. يقدر عدد سكانها بـ 12586 نسمة حسب الإحصاء الرسمي للسكان والسكنى لسنة 2004.